# Carlos Muñiz
Carlos Muñiz (Madrid; 2 de desembre de 1927 - 14 d'octubre de 1994) va ser un dramaturg espanyol.

## Biografia
Va ser un dels noms més destacats de l'anomenada «generació realista», seguint les petjades d'Alfonso Sastre i Antonio Buero Vallejo amb els qui va mantenir sempre bona amistat i sent aquest últim l'autor que més el va animar a continuar escrivint. Els seus començaments, més realistes dins del context dramatúrgic, contrasten amb una etapa posterior més expressionista i marcadament crítica. Fortament influenciat per les seves vivències familiars i professionals com a funcionari i advocat, va conèixer de jove Enrique Jardiel Poncela a través de l'amistat infantil entre la seva germana Carmen i la filla d'aquest, Evangelina Jardiel, interessant-se des d'aquest moment pel món del teatre.
Després de cursar estudis de Dret i ingressar per oposició al Ministeri d'Hisenda, va decidir dedicar-se al món de la literatura, estrenant la seva primera obra, Telarañas, en 1955. Amb posterioritat va posar en cartell El grillo, per la qual es va fer mereixedor del Premi Nacional de Cambra i Assaig, Las viejas difíciles (1966), El precio de los sueños (1958), Ruinas, Un solo de saxofón, El día de reflexión i potser la més famosa, El tintero (1961), en la qual va plasmar, amb el seu característic estil àcid de tints una mica esperpèntics i marcadament tragicòmics, la impotència que sempre va sentir com a funcionari públic davant la implacable màquina de l'administració.
La seva última obra teatral, potser la més ambiciosa i diferent, Tragicomedia del Serenísimo Príncipe Don Carlos, es va estrenar en Madrid en 1978. És fruit de molts anys d'estudis sobre la figura de Felip II i recrea imaginativament la relació personal i familiar del monarca amb el seu fill Carles. És autor així mateix del llibre infantil El guiñol de Don Julito, conjunt de peces de teatre infantil editat en 1961 per Doncel, en la col·lecció Ballena Alegre.
Igualment va col·laborar en Televisió espanyola, en tasques de guionista en nombroses novel·les històriques i biogràfiques retratant personatges de la història d'Espanya (biografies de Ramón y Cajal, Santa Teresa de Jesús, Sant Joan de la Creu i Cervantes, entre altres), així com en les sèries Visto para sentencia, Stop i Los maniáticos) i realitzador de desenes d'espais dramàtics, com Estudio 1.
Finalment, va escriure els guions de les pel·lícules Los chicos con las chicas (1967), de Javier Aguirre, i Dame un poco de amor, ambdues protagonitzades per Los Bravos.

## Premis
- Premi Ondas (1968).
- Antena de Oro 1966